# جوليس وايت
جوليس وايت (بالإنجليزية: Jules White)‏ (و. 1900 – 1985 م) هو مخرج سينمائي، ومنتج أفلام، وممثل، من الولايات المتحدة الأمريكية، ولد في بودابست، توفي في فان نويس، عن عمر يناهز 85 عاماً.

## وصلات خارجية
- جوليس وايت على موقع IMDb (الإنجليزية)
- جوليس وايت على موقع ألو سيني (الفرنسية)
- جوليس وايت على موقع أول موفي (الإنجليزية)
- جوليس وايت على موقع قاعدة بيانات الأفلام السويدية (السويدية)
- جوليس وايت على موقع قاعدة بيانات الفيلم (الإنجليزية)
- جوليس وايت على موقع كينوبويسك (الروسية)